# Zinc (Arkansas)
Zinc es un pueblo ubicado en el condado de Boone en el estado estadounidense de Arkansas. En el Censo de 2010 tenía una población de 103 habitantes y una densidad poblacional de 63,02 personas por km². En el pueblo hay un grupo llamado Caballeros del Ku Klux Klan, dirigido por el líder nacionalista blanco Thomas Robb.

## Geografía
Zinc se encuentra ubicado en las coordenadas 36°17′2″N 92°54′52″O / 36.28389, -92.91444. Según la Oficina del Censo de los Estados Unidos, Zinc tiene una superficie total de 1.63 km², de la cual 1.63 km² corresponden a tierra firme y (0.16%) 0 km² es agua.

## Demografía
Según el censo de 2010, había 103 personas residiendo en Zinc. La densidad de población era de 63,02 hab./km². De los 103 habitantes, Zinc estaba compuesto por el 88.35% blancos, el 0.97% eran afroamericanos, el 0% eran amerindios, el 0% eran asiáticos, el 0% eran isleños del Pacífico, el 0.97% eran de otras razas y el 9.71% pertenecían a dos o más razas. Del total de la población el 1.94% eran hispanos o latinos de cualquier raza.